# Sasayaka na Yūwaku
Singles de CoCo
Natsu no Tomodachi
(1990) Live Version
(1991)
 Sasayaka na Yūwaku  (ささやかな誘惑) est le 4e single du groupe de J-pop CoCo.

## Présentation
Le single sort le 5 septembre 1990 au Japon sous le label Pony Canyon, aux formats mini-CD single de 8 cm et K7. Il atteint la 3e place du classement de l'Oricon et reste classé pendant huit semaines.
La chanson-titre Sasayaka na Yūwaku, dont les paroles sont écrites par Neko Oikawa, a été utilisée comme générique de fin de l'émission télévisée Tsurutaro no Gag Harassment, comme celle du précédent single, Natsu no Tomodachi. Elle figurera sur l'album Snow Garden qui sortira deux mois plus tard. La version CD du single contient une deuxième chanson, Melody, et la version K7 contient ces deux chansons en "face A" plus ses versions instrumentales en "face B".
Les deux chansons figureront aussi l'année suivante sur la compilation CoCo Ichiban! ; elles seront également présentes sur la compilation CoCo Uta no Daihyakka Sono 1 de 2008. La chanson Sasayaka na Yūwaku figurera aussi sur la plupart des autres compilations du groupe, dont Singles, My Kore! Kushon CoCo Best et My Kore! Lite Series CoCo.

## Liste des titres
| 1. | Sasayaka na Yūwaku (ささやかな誘惑) | Neko Oikawa  | Takashi Tsushimi | 4:29 |
| 2. | Melody (メロディー)                 | Yukari Izumi | Seiji Kameda     | 4:37 |

### Cassette
- Côté A :  Sasayaka na Yūwaku  (ささやかな誘惑?),  Melody  (メロディー?)
- Côté B :  Sasayaka na Yūwaku, Melody (Original Karaoke) (ささやかな誘惑、メロディー) (オリジナル・カラオケ?)